# Симашко, Морис Давидович
Мори́с Дави́дович Сима́шко (настоящая фамилия Ша́мис; 18 марта 1924, Одесса, Украинская ССР, СССР — 15 декабря 2000, Бат-Ям, Израиль) — русский советский писатель, живший и работавший в Казахстане. Народный писатель Казахстана (1995), лауреат казахских литературных наград и премий, прозаик, сценарист и драматург, автор многочисленных произведений на темы среднеазиатской и русской истории, переводчик казахской литературы на русский язык.

## Биография
Родился в семье одесского учёного-микробиолога Давида Лазаревича Шамиса, окончил школу в эвакуации в Мары (Туркмения), поступил в учительский институт. Служил в армии на иранской границе, через которую проходил сухопутный Большой пороховой путь союзнических поставок по ленд-лизу. После демобилизации окончил Одесский  учительский институт (1946) и заочное отделение факультета журналистики Казахского университета им. Кирова (1950). Работал в Средней Азии журналистом, с 1950 года член КПСС. В 1958 году журнал «Новый мир» опубликовал первую повесть под псевдонимом «Симашко», который стал постоянным. С 1961 года проживал в Алма-Ате, сделавшись профессиональным писателем, работал в редколлегии журнала «Простор» и правлении Союза писателей Казахстана. Опубликовал более двух десятков приключенческих и исторических повестей и романов, из которых широкой известностью пользовались «Маздак» (1971 год, про Сасанидский Иран), «Гу-га» (1982, первое произведение про штрафные батальоны), «Семирамида» (1988, про Екатерину II). Лауреат государственной премии Казахской ССР имени Абая 1986 года за перевод на русский язык трилогии Ильяса Есенберлина «Кочевники». В 1999 году репатриировался к дочери в Израиль, где через год скончался и был похоронен. Автобиографическая книга «Четвёртый Рим», законченная в эмиграции, была опубликована в Казахстане по целевой программе Министерства культуры в 2013 году.
Имя Мориса Симашко носит республиканская библиотека еврейской общины Казахстана. В Алма-Ате, на стене дома, в котором он проживал в 1976—1999 годах, установлена мемориальная доска. С 2020 года проводятся ежегодные международные чтения в память о поэте.

###### Годы становления (1924—1946)
По собственным воспоминаниям, Морис Симашко родился 18 марта 1924 года в общежитии Одесского института народного образования в день Парижской Коммуны, поэтому и получил французское имя Морис. Его родители были студенческой «интернациональной семьёй»: отец-еврей Давид Лазаревич Шамис (1902—1972) оканчивал биологический факультет Одесского института народного образования. Мать-немка (урождённая Шмидт) имела лютеранское образование и была вынуждена уйти с третьего курса математического факультета. Родителям Мориса приходилось самим зарабатывать на жизнь: мать мыла полы в домах у нэпманов, отец подрабатывал кем угодно, вплоть до управдома. Далее его по комсомольской разнарядке перевели в Винницкую область в Ладыжин, где в повседневном общении Морис овладел украинским языком наравне с русским.
В 1933 году Морис начал обучение, посещая сначала 70-ю украинскую школу в Одессе, а далее был переведён в пятый класс русской 116-й школы. В мемуарной книге «Четвёртый Рим» он связывал свою будущность писателя с покупкой дивана, в котором «оказались старые хрестоматии и „книги для чтения“ ещё с буквой „ять“. Так я восьми лет от роду прочитал „Кавказского пленника“, „Капитанскую дочку“, многое другое. Отец приносил из заводской библиотеки Вальтера Скотта и Фенимора Купера». У соседки — бывшей владелицы дома, была богатая коллекция журналов девятнадцатого века. Везло и на учителей литературы. Соседом по коммунальной квартире был рабочий сцены Одесской оперы, и с восьмилетнего возраста Морис сделался театралом.
В 1937 году отца, тогда бактериолога консервного завода (на полставки он работал также в холодильном цехе Одесского порта), арестовали: «Отца обвинили по четырём статьям, но вскоре отпустили, потому что из-за арестов работников бактериологических служб встали все консервные заводы юга страны», особенно, работающие на экспорт. По слухам, всё руководство Одесского пищетреста взял на поруки лично нарком А. И. Микоян, после чего Д. Шамис был реабилитирован и даже получил жалованье за полгода. Восьмиклассник М. Шамис подал заявление в Одесскую спецшколу ВВС РККА, которое не было удовлетворено. С началом Великой Отечественной войны семью эвакуировали в Майкоп через Закавказье. Давид Шамис был к тому времени учёным секретарём университета и заведующим кафедрой микробиологии. Далее одесские учебные заведения были эвакуированы в Туркмению — в Байрам-Али (возле городища древнего Мерва), где заняли здание техникума. Семья даже получила отдельную комнату. Именно так Морис оказался в Средней Азии. Не имея законченного среднего образования, он поступил в двухгодичный учительский институт на отделение русского языка и литературы. Со второго, выпускного, курса он подал заявление в военкомат (хотя призыву не подлежал), вновь желая поступить на службу в авиацию. Однако он был направлен в снайперскую школу, которая располагалась на иранской границе близ Гауданского шоссе, где проходил сухопутный Большой пороховой путь союзнических поставок по ленд-лизу. Курсантов-снайперов регулярно задействовали в охранно-конвойной службе. Далее снайпера Шамиса всё-таки отрядили в авиационное училище в Джизак, из которого он попал под трибунал и в штрафную роту, что впоследствии стало материалом для автобиографической повести «Гу-га». Согласно версии, ходившей в кругу друзей писателя, разжалование произошло из-за того, что курсант Шамис полетел на учебном самолёте на свидание с возлюбленной, которая жила километрах в десяти от города. В 1944 году Морис был демобилизован по ранению и далее окончил Одесский учительский институт (1946).

###### Карьера писателя (1948—2000)
После получения диплома Морис Шамис некоторое время работал учителем в Одесской области, женился. Однако из-за немецкого происхождения матери его родители не могли вернуться в Европейскую часть СССР и перебрались в Алма-Ату, где Давид Шамис занялся созданием института микробиологии в структуре Казахстанской академии наук. В результате сын вернулся в Среднюю Азию, и поступил на заочное отделение факультета журналистики Казахского университета им. Кирова, работая школьным учителем и журналистом в городе Мары, сотрудничал в газетах «Марыйская правда» и «Туркменская искра», сделавшись собственным корреспондентом в последней. В 1948 году за четыре дня создал пьесу «На крайнем юге», которая удостоилась премии на республиканском конкурсе в Туркмении, шла в театрах Средней Азии. По собственному суждению, Морис чувствовал, что литература была его жизненным призванием, однако, написав не пропущенную цензурой вторую пьесу, перестал заниматься беллетристикой почти на десять лет. В Марах же возник глубокий интерес к истории: посетив раскопки древнего Мерва, проводимых М. Е. Массоном, будущий писатель обратил внимание, что орнамент на черепках парфянской керамики примерно тот же, что и украшавший одежду местных жителей.
После публикации ряда резких фельетонов, освещавших ситуацию в торговле и народном образовании Туркмении, Морис Шамис был переведён с повышением начальником отдела культуры «Туркменской искры» в Ашхабад, вступил в ряды ВКП(б) (1950). После увольнения из редакции «за профнепригодность» (осветив масштабы коррупции в республике), был принят собственным корреспондентом московской газеты «Советская культура» и далее назначен старшим редактором партийного отдела Туркменского отделения ТАСС в Ашхабаде. Во второй половине 1950-х годов сделался собственным корреспондентом «Учительской газеты» по Средней Азии и Казахстану, что, по собственным словам, ввело Мориса Шамиса в номенклатуру отдела пропаганды и агитации ЦК КПСС.
В 1958 году журналист попытался самовыразиться в художественной литературе, написав «Повесть Чёрных Песков». Согласно его воспоминаниям, рукопись была отдана на ежегодный закрытый конкурс при Союзе писателей Туркменистана, а второй экземпляр был направлен в «Новый мир» «с единственной надеждой: получить оттуда рецензию». В результате в Ашхабаде повесть даже не была допущена к конкурсу (по причине «литературной несостоятельности») и почти одновременно принята к печати в Москве. Фёдор Панфёров особо отметил качество повести на своём выступлении в ходе Третьего Всесоюзного съезда писателей. Тогда и появился псевдоним «Симашко», сделавшийся постоянным. Впоследствии писатель так объяснял этимологию своей фамилии и псевдонима: согласно его версии, в древнем Аккаде жрецы бога солнца и правосудия Шамаша именовались шамисами. Также корень «шам» соотносился с тюркским словом, обозначающим светоч, лампаду. Духовную функцию шамисов писатель решил сохранить и в новом литературном имени. После того, как в 1960 году повесть была опубликована массовым тиражом в Воениздате, писатель перебрался к родителям в Алма-Ату и вступил в Союз писателей СССР, стал работать в журнале «Простор» и в отделе русской и переводной литературы издательства «Жазушы», а также литературным консультантом Союза писателей.
В советской литературной системе Морис Симашко занимал двойственное положение. В 1974 году произошёл громкий скандал вокруг редакции журнала «Простор», в котором впервые были опубликованы романы Николая Раевского, стихи Ирины Кнорринг, и других подзапретных писателей и поэтов. Приказом председателя Комитета по делам печати СССР Морис Симашко был снят с работы литконсультанта «за либерализм», что было прописано в приказе. Писатель продолжал активно публиковаться, его произведения были более сорока раз изданы в переводах на разные языки Европы и Азии, однако в 1970-е годы рецензии были редкими и поверхностными. Тем не менее, к 1980-м годам Симашко был практически единственным казахстанским писателем, который пользовался устойчивым вниманием со стороны критиков в центральных московских изданиях и даже, отчасти, в европейских странах.
Основная часть произведений Симашко была написана в историческом жанре. В «Новом мире» в 1960 году была напечатана повесть «Искушение Фраги», посвящённая классику туркменской поэзии Махтумкули. В 1966 году вышла повесть о султане Бейбарсе) «Емшан». Польские кинематографисты предложили «Казахфильму» совместную постановку кинокартины по этой повести, но Госкино в Москве так и не дало осуществить этот проект. В 1971 году вышел роман «Маздак». Далее последовали «Искупление дабира» (1979), «Колокол» (1981, об Ибрае Алтынсарине), «Семирамида» (1988, о царице Екатерине II), повесть «Гу-га» (1982, о штрафных ротах) и «Падение Ханабада» (1989), и документальный роман «Комиссар Джангильдин» (1978). В 1980-е годы Морис Симашко активно занимался переводами и пропагандой достижений казахских писателей. Главными достижениями в этой области явились: вторая часть дилогии Габита Мусрепова «Пробуждённый край» и трилогия Ильяса Есенберлина «Кочевники». Написал также в соавторстве с Ануаром Алимжановым пьесу «Степной комиссар» (поставлена в Алма-Атинском театре им. Лермонтова в 1977 году).

…Основные мои переводы были с казахского языка. Не могу похвалиться тем, что владею им. Знаю лишь его упрощенный, «базарный» вариант с вкраплениями других тюркских языков… Понимаю смысл сказанного, синтаксис, но разве осилишь все нюансы этого удивительно богатого, насыщенного подтекстами языка!.. Приходилось всякий раз обращаться к помощи друзей и самих авторов.
После смерти жены в 1999 году 75-летний писатель репатриировался в Израиль, к дочери Римме, бывшей замужем за одесским краеведом Э. Черненко. Согласно многим свидетельствам, Симашко не хотел покидать Казахстана, в котором являлся известным писателем, крупным общественным деятелем. В Израиле он не скрывал ностальгии. В Бат-Яме он умер от сердечного приступа 15 декабря 2000 года, направляясь к приятелю, был похоронен в городе Нетания на средства посольства Казахстана.

## Творчество
Первая повесть Симашко «В чёрных песках» (о борьбе с басмачами) была опубликована в 1958 году журналом «Новый мир». Спустя всего два года в этом же журнале печатается новая повесть Симашко «Искушение Фраги», посвящённая классику туркменской поэзии Махтумкули.
В 1974 году вышел сборник «Повести Красных и Чёрных Песков», содержавший повести «В чёрных песках» (1958), «Искушение Фраги» (1960), «Хадж Хайяма» (1965), «Емшан» (1966, о султане Бейбарсе), Парфянская баллада (1966, сказание о Вис и Рамине).
Затем издал исторические романы «Маздак» (1971, аллюзия на Октябрьскую революцию), «Искупление дабира» (1979), «Колокол» (1981, об Ибрае Алтынсарине), «Семирамида» (1988, о царице Екатерине II), написал дилогию «Гу-га» (1982, о штрафных ротах) и «Падение Ханабада» (1989), также документальный роман «Комиссар Джангильдин» (1978).
Симашко пишет в весьма информативном, сжатом стиле, в котором заметно преобладают простые предложения.
Из современных профессиональных писателей воздействие стиля и писательской манеры М. Симашко на себя признавали М. Веллер и А. Лазарчук. Комментируя влияние стиля Симашко на А. Лазарчука, Шамиль Идиатуллин писал:

…Очень беспощадный автор. …Нарочито суховатый слог, расцветающий короткой вспышкой и тут же будто прижимаемый к лицу обеими руками… <…> Сама по себе техника беспощадна: будто автор писал главу, задумчиво её рассматривал — а потом обтёсывал до абзаца, и так всю книгу, пока из явного двухтомника не останется 220 страниц.

## Награды и память
По собственному свидетельству, из государственных наград Морис Шамис-Симашко был обладателем медали «За победу над Германией в Великой Отечественной войне 1941—1945 гг.»; за литературную деятельность в советское время ничем не поощрялся. Как писатель Морис Симашко получил признание в Казахстане. В 1986 году удостоился государственной премии имени Абая за перевод на русский язык трилогии И. Есенберлина «Кочевники». Был также награждён премией Союза писателей Казахстана имени И. Шухова. Получил звание народного писателя Казахстана (1995). Лауреат казахстанской Президентской премии мира и духовного согласия. В 1993 году явился одним из учредителей и вице-президентом казахстанского ПЕН-клуба, от имени которого в 1999 году выдвигался на Нобелевскую премию по литературе.
Память о 80-летии писателя в 2004 году была отмечена торжественной встречей в государственном академическом русском театре драмы города Алма-Аты, на которой выступали друзья М. Симашко, литературоведы, и представители Союза писателей Казахстана. На встрече было обнародовано существование автобиографического романа «Четвёртый Рим» и дана первичная оценка этому произведению, а также было объявлено, что казахская культура немыслима без вклада М. Симашко и его коллег, творивших на русском языке. На собрании было объявлено о печатании «Четвёртого Рима» и увековечивании памяти писателя мемориальной доской на доме, в котором он жил. Архив Мориса Симашко с 2008 года поступил в фонд Центрального государственного архива Республики Казахстан. Перед отъездом в Израиль писатель доверил свои бумаги коллекционеру Ю. А. Кошкину, который периодически устраивал выставки имевшихся в его собрании документов и рукописей. Собрание Симашко полностью обработано и каталогизировано. Печатные издания романов и статей, фотографии, аудио- и видеозаписи находятся в библиотеке им. Симашко еврейской ассоциации «Мицва»
В 2015 году был создан документальный художественный (не игровой) фильм «Миры Мориса Симашко», основанный на сюжетной канве «Четвёртого Рима». Из-за сложной политической ситуации режиссёр Александр Головинский не смог добиться разрешения снимать на Украине (в Одессе) и в Туркменистане (в Марах). В фильме был сделан акцент на «еврее, пишущем на русском языке, да ещё и о русской императрице (роман „Семирамида“)», который так и не смог выжить в Израиле.
В марте 2015 года в честь дня рождения М. Симашко и 20-летия Ассамблеи народа Казахстана в Алма-Ате в доме на пересечении улиц Шевченко и Чайковского, где долгое время жил и работал писатель, была открыта мемориальная доска. Церемонию открытия посетил глава еврейской общины Казахстана.
В марте 2021 года республиканская общинная библиотека им. М. Симашко стала инициатором проведения онлайн-конференции «Первые международные литературные чтения, посвященные творчеству народного писателя Казахстана Мориса Симашко (1924—2000)». Организацию обеспечили: ассоциация «Мицва», Институт литературы и искусства имени М. О. Ауэзова, научно-экспертная группа Ассамблеи народа Казахстана; в конференции приняло участие около 60 человек, в том числе личные знакомые Мориса Симашко. Было принято решение о проведении ежегодных Симашкинских чтений с выпуском сборника статей. В выступлениях подчёркивался просветительский характер творчества писателя. Вторые Международные литературные чтения, посвящённые творчеству народного писателя Казахстана Мориса Симашко, были проведены 18 марта 2021 года. Были заслушаны доклады писателей, литературоведов, критиков, преподавателей вузов Казахстана, Беларуси, Венгрии, Израиля, России, Румынии; поздравление прислала дочь писателя — Римма Черненко. Также был презентован сборник материалов Первых Симашкинских чтений. На конференции было объявлено об учреждении медали Мориса Симашко, которая была вручена Мурату Ауэзову, Кенжехану Матыжанову, Александру Карлюкевичу, режиссёру фильма «Миры Мориса Симашко» Александру Головинскому, а также литературоведу Светлане Ананьевой, автору монографии «Морис Симашко». Организаторы чтений подтвердили ежегодный характер мероприятия.

## Библиография и фильмография

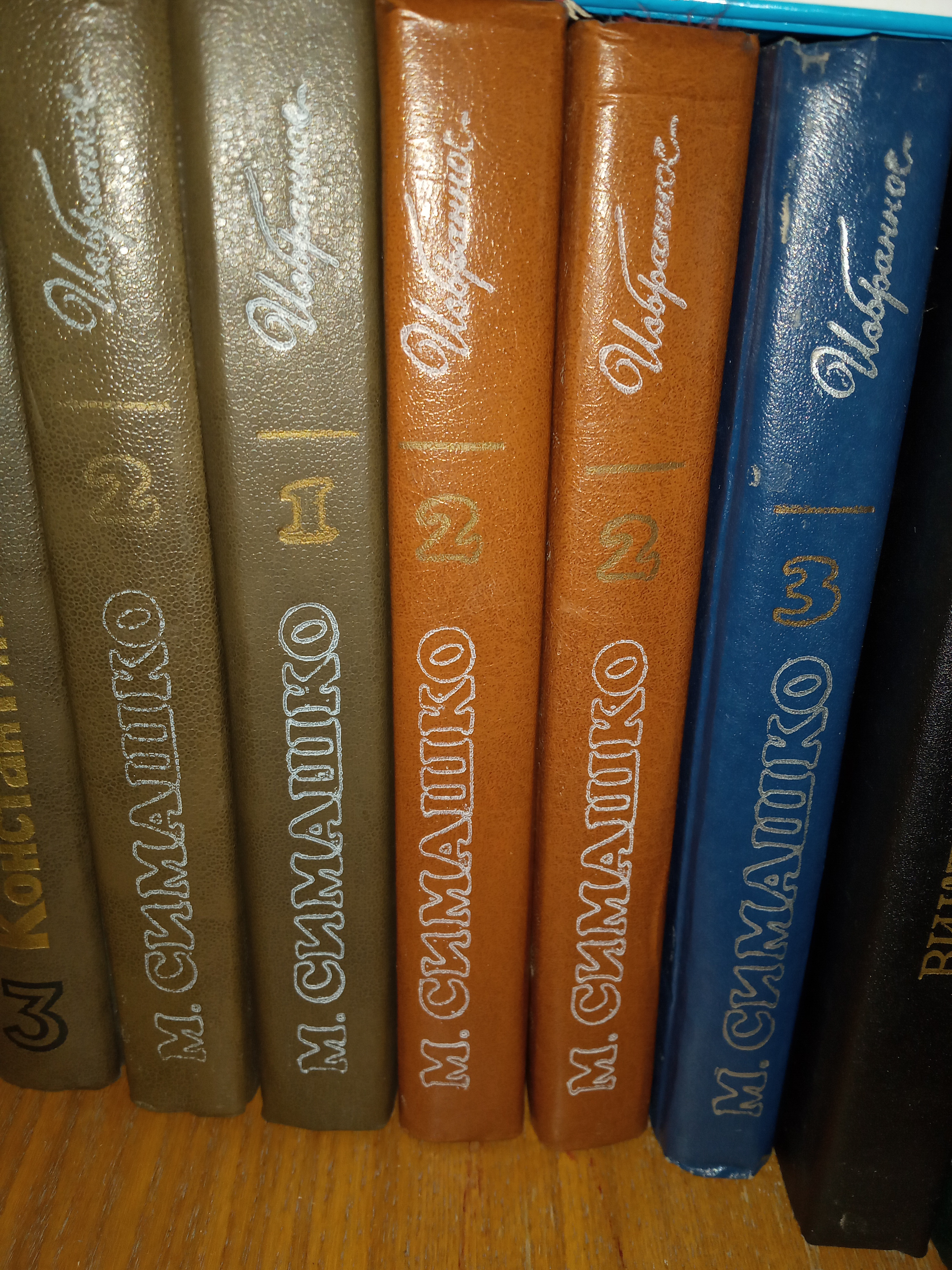
Избранное в трех томах. Алматы, издательство Жазушы, 1991—1993.